# CD Single Box
CD Single Box es una caja recopilatoria de la banda británica Queen, lanzada exclusivamente en Japón el 26 de abril de 1991 a través de EMI Records.

## Contenido
La caja recopilatoria tiene 12 sencillos en CD ("Mini Album" escrito en el reverso de todas las carátulas, que incluye 12 éxitos lanzados desde 1973 hasta 1986. Los sencillos empiezan con "Seven Seas of Rhye" y finaliza con "A Kind of Magic" con sus respectivos lados B. Algunos de ellos son "See What a Fool I've Been", "Soul Brother", "I Go Crazy" y "A Dozen Red Roses for My Darling". Los discos compactos son de 3 pulgadas (8 cm), con carátulas llamadas "snap-packs", porque pueden ser almacenadas y dobladas en un pequeño cuadrado. Casi toda la escritura está en japonés. 
Cada CD tiene tres canciones, a excepción de Queen's First E.P., el cual tiene 4 canciones. El álbum presenta el diseño de los lanzamientos de sencillo en Reino Unido, excepto "Seven Seas of Rhye" (carátula original del lanzamiento en Alemania), y "Killer Queen" (carátula original del lanzamiento en Francia).

## Lista de canciones
| Disco uno: Seven Seas of Rhye |                             |                 |          |  |
| N.º                           | Título                      | Escritor(es)    | Duración |  |
| 1.                            | «Seven Seas of Rhye»        | Freddie Mercury | 2:48     |  |
| 2.                            | «See What a Fool I've Been» | Brian May       | 4:32     |  |
| 3.                            | «Funny How Love Is»         | Mercury         | 2:50     |  |
| 10:09                         |                             |                 |          |  |

| Disco dos: Killer Queen |                      |              |          |  |
| N.º                     | Título               | Escritor(es) | Duración |  |
| 1.                      | «Killer Queen»       | Mercury      | 2:59     |  |
| 2.                      | «Flick of the Wrist» | Mercury      | 3:21     |  |
| 3.                      | «Brighton Rock»      | May          | 5:10     |  |
| 11:30                   |                      |              |          |  |

| Disco tres: Bohemian Rhapsody |                           |              |          |  |
| N.º                           | Título                    | Escritor(es) | Duración |  |
| 1.                            | «Bohemian Rhapsody»       | Mercury      | 5:55     |  |
| 2.                            | «I'm in Love with My Car» | Roger Taylor | 3:12     |  |
| 3.                            | «You're My Best Friend»   | John Deacon  | 2:50     |  |
| 11:57                         |                           |              |          |  |

| Disco cuatro: Somebody to Love |                        |              |          |  |
| N.º                            | Título                 | Escritor(es) | Duración |  |
| 1.                             | «Somebody to Love»     | Mercury      | 4:56     |  |
| 2.                             | «White Man»            | Mercury      | 4:59     |  |
| 3.                             | «Tie Your Mother Down» | May          | 3:45     |  |
| 13:40                          |                        |              |          |  |

| Disco cinco: Queen's First E.P. |                                |              |          |  |
| N.º                             | Título                         | Escritor(es) | Duración |  |
| 1.                              | «Good Old-Fashioned Lover Boy» | Mercury      | 2:53     |  |
| 2.                              | «Death on Two Legs»            | Mercury      | 3:43     |  |
| 3.                              | «Tenement Funster»             | Taylor       | 2:59     |  |
| 4.                              | «White Queen (As It Began)»    | May          | 4:35     |  |
| 14:10                           |                                |              |          |  |

| Disco seis: We Are the Champions |                        |              |          |  |
| N.º                              | Título                 | Escritor(es) | Duración |  |
| 1.                               | «We Are the Champions» | Mercury      | 2:59     |  |
| 2.                               | «We Will Rock You»     | May          | 2:01     |  |
| 3.                               | «Fat Bottomed Girls»   | May          | 3:22     |  |
| 8:22                             |                        |              |          |  |

| Disco siete: Crazy Little Thing Called Love |                                  |              |          |  |
| N.º                                         | Título                           | Escritor(es) | Duración |  |
| 1.                                          | «Crazy Little Thing Called Love» | Mercury      | 2:43     |  |
| 2.                                          | «Spread Your Wings»              | Deacon       | 4:34     |  |
| 3.                                          | «Flash»                          | May          | 2:48     |  |
| 10:05                                       |                                  |              |          |  |

| Disco ocho: Another One Bites the Dust |                              |              |          |  |
| N.º                                    | Título                       | Escritor(es) | Duración |  |
| 1.                                     | «Another One Bites the Dust» | Deacon       | 3:35     |  |
| 2.                                     | «Dragon Attack»              | May          | 4:18     |  |
| 3.                                     | «Las Palabras de Amor»       | May          | 4:31     |  |
| 12:24                                  |                              |              |          |  |

| Disco nueve: Under Pressure |                                    |                    |          |  |
| N.º                         | Título                             | Escritor(es)       | Duración |  |
| 1.                          | «Under Pressure» (con David Bowie) | Queen, David Bowie | 4:04     |  |
| 2.                          | «Soul Brother»                     | Queen              | 3:36     |  |
| 3.                          | «Body Language»                    | Mercury            | 4:31     |  |
| 12:11                       |                                    |                    |          |  |

| Disco diez: Radio Ga Ga |                  |              |          |  |
| N.º                     | Título           | Escritor(es) | Duración |  |
| 1.                      | «Radio Ga Ga»    | Taylor       | 5:47     |  |
| 2.                      | «I Go Crazy»     | May          | 3:42     |  |
| 3.                      | «Hammer to Fall» | May          | 3:38     |  |
| 13:07                   |                  |              |          |  |

| Disco once: I Want to Break Free |                                  |              |          |  |
| N.º                              | Título                           | Escritor(es) | Duración |  |
| 1.                               | «I Want to Break Free»           | Deacon       | 4:18     |  |
| 2.                               | «Machines (or 'Back to Humans')» | May, Taylor  | 5:07     |  |
| 3.                               | «It's a Hard Life»               | Mercury      | 4:06     |  |
| 13:36                            |                                  |              |          |  |

| Disco doce: A Kind of Magic |                                    |              |          |  |
| N.º                         | Título                             | Escritor(es) | Duración |  |
| 1.                          | «A Kind of Magic»                  | Taylor       | 4:24     |  |
| 2.                          | «A Dozen Red Roses for My Darling» | Taylor       | 4:43     |  |
| 3.                          | «One Vision»                       | Queen        | 4:01     |  |
| 13:08                       |                                    |              |          |  |